# Stanisław Baliński (Lyriker)

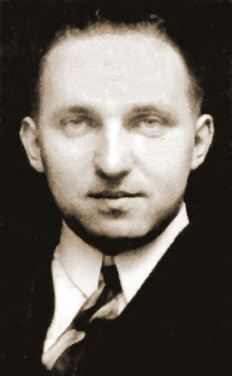
Stanisław Baliński (vor 1933)

Stanisław Baliński (* 2. August 1898 in Warschau; † 12. November 1984 in London) war ein polnischer Lyriker, Prosaschriftsteller und Diplomat. Er war der Sohn des Lyrikers und Publizisten Ignacy Baliński.

## Leben
Baliński schloss das Gymnasium in Warschau ab und bereitete sich auf eine Pianistenkarriere vor. Am Warschauer Konservatorium absolvierte er 1923 seine theoretischen und kompositorischen Studien ab. Daneben studierte er zwei Jahre Rechtswissenschaft und vier Jahre Polonistik an der Universität Warschau, wo er 1928 das Diplom erwarb. Als Lyriker debütierte er 1918 mit dem Gedicht Rozstanie, das in der Zeitschrift Echa Warszawy i Przedmieść erschien. Der Dichtergruppe Skamander schloss er sich 1921 an und publizierte von 1921 bis 1928 seine Gedichte und Novellen in deren Zeitschrift. In den Wiadomości Literacki veröffentlichte er von 1924 bis 1935 mit Unterbrechungen. Zudem gehörte er dem polnischen PEN-Club an und komponierte für Warschauer Kabarette. Für das polnische Außenministerium begann er 1922 zu arbeiten und verbrachte die Jahre 1924 bis 1925 in Brasilien. Anschließend war er von 1925 bis 1927 Attaché der Polnischen Botschaft in Teheran. In der Mandschurei war er von 1929 bis 1933 als Vizekonsul tätig. Nach seiner Rückkehr nach Polen arbeitete er 1934 als Leiter des rumänischen Referats im Außenministerium. Danach arbeitete er von 1935 bis 1937 in der Polnischen Botschaft in Kopenhagen.
Nach dem Ausbruch des Zweiten Weltkrieges verließ er Polen und gelangte über Rumänien nach Frankreich, wo er kurzzeitig für das Ministerium für Information und Dokumentation der polnischen Exilregierung in Paris arbeitete. Mit der Exilregierung siedelte er 1940 nach London um, wo er bis 1945 für das Außenministerium als Geschäftsträger bei der Regierung der Tschechoslowakei arbeitete. Daneben veröffentlichte er Gedichte und Erzählungen in polnischen Exilzeitschriften, wie Wiadomości Polskie, Nowa Polska und Dziennik Polski i Dziennik Żołnierza. Nach dem Zweiten Weltkrieg verblieb er in London und führte sein literarisches Schaffen fort. In den 1950er-Jahren arbeitete er mit den Radiosendern Radio Free Europe und Voice of America zusammen.

## Werke

### Prosa
- Miasto księżyców, 1924
- Two Septembers 1939 and 1940. A diary of events, 1941
- Talizmany i wróżby. Nowele, 1965
- Antrakty, czyli notatki o życiu i sztuce w drugiej połowie XX wieku w Londynie, 1978

### Lyrik
- Wieczór na Wschodzie, 1928
- Wielka podróż, 1941
- Rzecz sumienia, 1942
- Tamten brzeg nocy, 1943
- Trzy poematy o Warszawie, 1945
- Wiersze zebrane. 1927–1947, 1948
- Wiersze emigracyjne, 1981
- Peregrynacje. Poezje wybrane 1928–1981, 1982
- Krajobrazy polskie, 1997
- Liryki najpiękniejsze, 1999

### Theater
- Polka prosto z kraju. Farsa w 3 aktach, In: Dialog 1986

## Übersetzungen
- G. Ramsey: Poznaj Wielką Brytanię, 1942
- A. L. Rowse: Duch dziejów Anglii, 1946
- Jacques Prévert: Spacer Picassa i inne wiersze, 1967